# بيزو روتوندو
بيزو روتوندو (بالإنجليزية: Pizzo Rotondo)‏ هو أحد جبال سلسلة جبال الألب ليبونتيني ويقع في كانتون تيسينو/كانتون فاليز في سويسرا. يحتل المرتبة رقم 140 في قائمة جبال سويسرا من حيث الارتفاع، إذ يبلغ ارتفاعه حوالي 3192 متر، بينما يبلغ ارتفاع نتوء الجبل 752 متر، هذا وقد سجل أول وصول لقمة الجبل عام 1869.